# 楔尾鹱

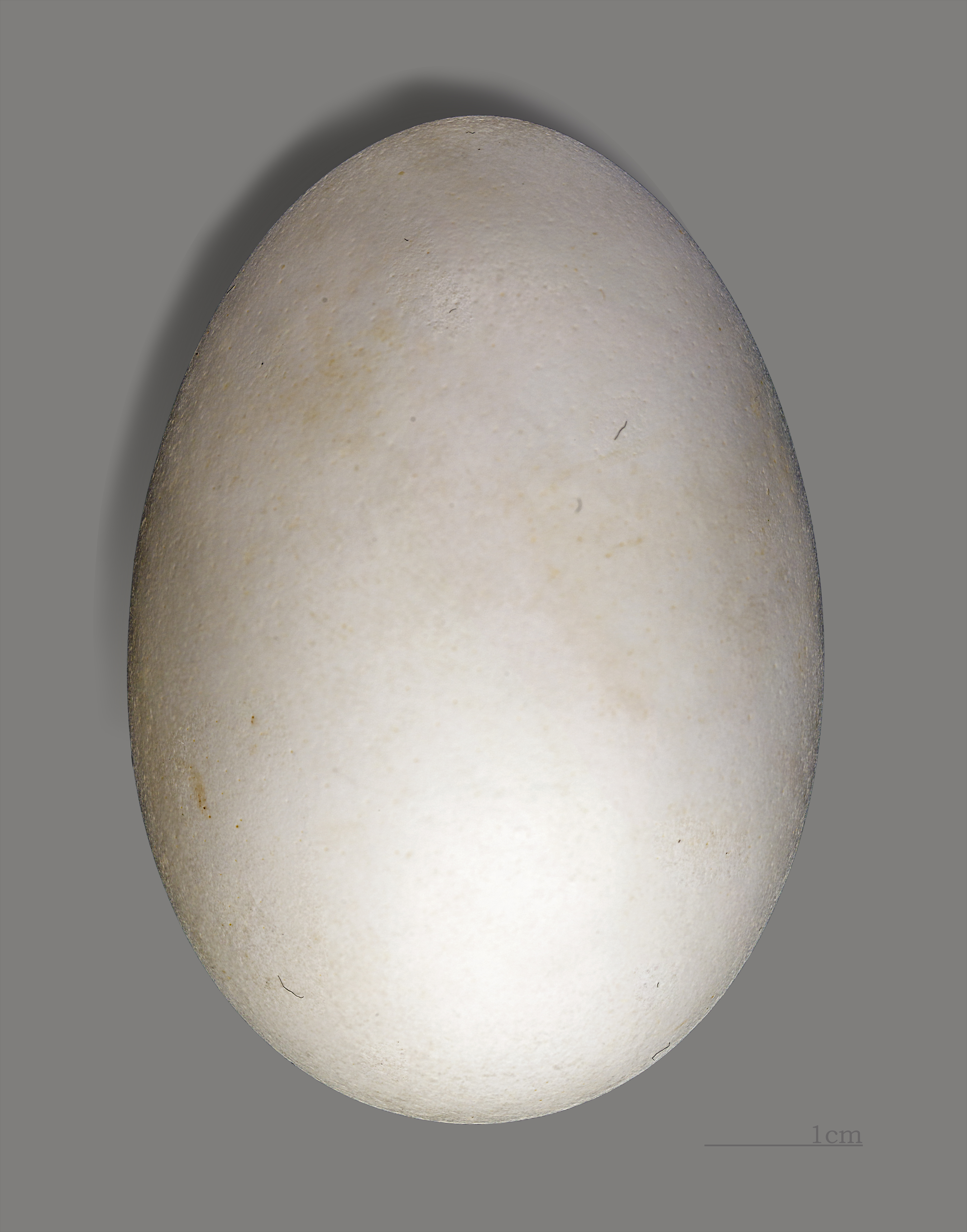
卵。

为鹱科水薙鳥屬的鸟类，又名长尾水鸟、曳尾鹱。分布于印度洋和太平洋的热带和亚热带海域、台湾岛等地，常见于远洋的岛屿以及产卵于洞穴中。该物种的模式产地在太平洋克马德克群岛。

## 特征
楔尾鹱体重约388克，翼长约296.8毫米，嘴峰长约40.9毫米，喙宽度约7.9毫米，喙厚度约10.1毫米，跗蹠长约46.9毫米，尾长约130.4毫米。楔尾鹱是候鸟，其栖息在开放的海洋及海岛环境中，食性为肉食性，主要食物来源是水生动物。

## 亚种
- ：繁殖于北太平洋的东南部地区（诺福克岛、克马德克群岛、斐济和汤加）。
- ：分布于热带和亚热带印度洋和太平洋，繁殖于从马达加斯加地区向东至澳大利亚西部，从日本南部至澳大利亚东部、豪勋爵岛和新喀里多尼亚向东至马克萨斯群岛、皮特凯恩岛和雷维拉吉多群岛（墨西哥西部附近）。[4]
- 楔尾鹱台湾亚种（学名：Ardenna pacifica cuneatus）。分布于台湾岛等地。该物种的模式产地在夏威夷和小笠原群岛。[5]